# Rozkład Studenta
Rozkład Studenta, rozkład t Studenta, rozkład t – ciągły rozkład prawdopodobieństwa stosowany często w statystyce w procedurach testowania hipotez statystycznych i przy ocenie niepewności pomiaru. Przy opracowaniu wyników pomiarów często powstaje zagadnienie oszacowania przedziału, w którym leży, z określonym prawdopodobieństwem, rzeczywista wartość mierzona, jeśli dysponuje się tylko wynikami n pomiarów, dla których można wyznaczyć takie parametry, jak średnia {\displaystyle {\overline {X}}} i odchylenie standardowe {\displaystyle s} lub wariancja {\displaystyle s^{2}} („z próby”), nieznane jest natomiast odchylenie standardowe {\displaystyle \sigma } w populacji. Zagadnienie to rozwiązał w 1908 r. William Sealy Gosset (pseudonim Student), podając funkcję zależną od wyników pomiarów {\displaystyle X_{i},} a niezależną od {\displaystyle \sigma .}

## Definicja
Rozkład Studenta z {\displaystyle n} stopniami swobody jest rozkładem zmiennej losowej {\displaystyle T} postaci:
{\displaystyle T={\frac {U}{\sqrt {Z}}}{\sqrt {n}}}
gdzie:
- {\displaystyle U} jest zmienną losową mającą standardowy rozkład normalny {\displaystyle N(0,1)}
- {\displaystyle Z} jest zmienną losową o rozkładzie chi kwadrat o {\displaystyle n} stopniach swobody
- {\displaystyle U} i {\displaystyle Z} są niezależne.

## Gęstość prawdopodobieństwa
Zmienna losowa {\displaystyle T} określona powyżej ma gęstość prawdopodobieństwa opisaną wzorem:
{\displaystyle f(t,n)={\frac {\Gamma ({\frac {n+1}{2}})}{\Gamma ({\frac {n}{2}}){\sqrt {n\pi }}}}\left(1+{\frac {t^{2}}{n}}\right)^{-{\frac {n+1}{2}}}}
gdzie {\displaystyle \Gamma (x)} to funkcja gamma.
Dowód. Niech {\displaystyle U} i {\displaystyle Z} będą takie jak wyżej. Zmienna {\displaystyle Y={\sqrt {Z}}} ma rozkład chi o {\displaystyle n} stopniach swobody, a więc gęstość {\displaystyle Y} wyraża się wzorem
{\displaystyle f_{Y}(y)={\frac {2^{1-{\frac {n}{2}}}y^{n-1}e^{-{\frac {y^{2}}{2}}}}{\Gamma ({\frac {n}{2}})}}.}
Rozważmy zmienną
{\displaystyle X={\frac {1}{\sqrt {n}}}Y.}
Wówczas
{\displaystyle {\frac {\partial Y}{\partial X}}={\sqrt {n}}}
a zatem całkując przez podstawienie obserwujemy, że
{\displaystyle {\begin{aligned}f_{X}(x)&=f_{Y}({\sqrt {n}}x){\Big |}{\frac {\partial Y}{\partial X}}{\Big |}\\&={\frac {2^{1-{\frac {n}{2}}}}{\Gamma \left({\frac {n}{2}}\right)}}({\sqrt {n}}x)^{n-1}e^{-{\frac {({\sqrt {n}}x)^{2}}{2}}}{\sqrt {n}}\\&={\frac {2^{1-{\frac {n}{2}}}}{\Gamma \left({\frac {n}{2}}\right)}}n^{\frac {n}{2}}x^{n-1}e^{-{\frac {n}{2}}x^{2}}.\end{aligned}}}
Zmienna {\displaystyle T} ma zatem rozkład {\displaystyle U/X.} Jej gęstość jest więc postaci
{\displaystyle {\begin{aligned}f_{T}(t)&=\int \limits _{-\infty }^{\infty }|x|f_{U}(xt)f_{X}(x)\,\mathrm {d} x=\int \limits _{0}^{\infty }xf_{U}(xt)f_{X}(x)\,\mathrm {d} x\\&=\int \limits _{0}^{\infty }x{\frac {1}{\sqrt {2\pi }}}e^{-{\frac {(xt)^{2}}{2}}}{\frac {2^{1-{\frac {n}{2}}}}{\Gamma \left({\frac {n}{2}}\right)}}n^{\frac {n}{2}}x^{n-1}e^{-{\frac {n}{2}}x^{2}}\,\mathrm {d} x\\&={\frac {n^{\frac {n}{2}}}{\sqrt {2\pi }}}{\frac {2^{1-{\frac {n}{2}}}}{\Gamma \left({\frac {n}{2}}\right)}}\int \limits _{0}^{\infty }x^{n}e^{-{\frac {1}{2}}(n+t^{2})x^{2}}\,\mathrm {d} x.\end{aligned}}}
Niech {\displaystyle m=x^{2}.} Wówczas powyższa całka przyjmuje postać
{\displaystyle \int \limits _{0}^{\infty }x^{n}e^{-{\frac {1}{2}}(n+t^{2})m}{\frac {\mathrm {d} m}{2x}}={\frac {1}{2}}\int \limits _{0}^{\infty }m^{\frac {n-1}{2}}e^{-{\frac {1}{2}}(n+t^{2})m}\mathrm {d} m\qquad (*).}
Gęstość {\displaystyle f(m;k,\theta )} rozkładu gamma wyraża się wzorem
{\displaystyle f(m;k,\theta )={\frac {m^{k-1}e^{-{\frac {m}{\theta }}}}{\theta ^{k}\Gamma (k)}}.}
Oznacza to, że
{\displaystyle k-1={\frac {n-1}{2}}\Rightarrow k^{*}={\frac {n+1}{2}},\qquad {\frac {1}{\theta }}={\frac {1}{2}}(n+t^{2})\Rightarrow \theta ^{*}={\frac {2}{(n+t^{2})}}}
a stąd
{\displaystyle (*)={\frac {1}{2}}(\theta ^{*})^{k^{*}}\Gamma (k^{*})={\frac {1}{2}}{\Big (}{\frac {2}{n+t^{2}}}{\Big )}^{\frac {n+1}{2}}\Gamma \left({\frac {n+1}{2}}\right)=2^{\frac {n-1}{2}}n^{-{\frac {n+1}{2}}}\Gamma \left({\frac {n+1}{2}}\right)\left(1+{\frac {t^{2}}{n}}\right)^{-{\frac {1}{2}}(n+1)}.}
Ostatecznie
{\displaystyle f_{T}(t)={\frac {1}{\sqrt {2\pi }}}{\frac {2^{1-{\frac {n}{2}}}}{\Gamma \left({\frac {n}{2}}\right)}}n^{\frac {n}{2}}2^{\frac {n-1}{2}}n^{-{\frac {n+1}{2}}}\Gamma \left({\frac {n+1}{2}}\right)\left(1+{\frac {t^{2}}{n}}\right)^{-{\frac {1}{2}}(n+1)}={\frac {\Gamma [(n+1)/2]}{{\sqrt {n\pi }}\Gamma (n/2)}}\left(1+{\frac {t^{2}}{n}}\right)^{-{\frac {1}{2}}(n+1)}.}

## Własności
Powyższy wzór określa całą rodzinę rozkładów prawdopodobieństwa zależną od parametru {\displaystyle n} – liczby stopni swobody rozkładu Studenta. Rozkłady te są symetryczne, jednomodalne, dla dużych wartości {\displaystyle n} zmierzają do standardowego rozkładu normalnego {\displaystyle N(0,1).} Dla małych {\displaystyle n} różnią się jednak od rozkładu normalnego: rozkład Studenta o {\displaystyle n} stopniach swobody ma skończone momenty tylko do rzędu {\displaystyle n-1,} w szczególności dla {\displaystyle n=1} rozkład Studenta jest identyczny z rozkładem Cauchy’ego i nie posiada żadnych skończonych momentów (nie istnieje nawet wartość średnia).
Własności te ilustruje poniższy wykres przedstawiający gęstości rozkładu Studenta dla kilku wartości liczby stopni swobody {\displaystyle n} w zestawieniu z gęstością standardowego rozkładu normalnego {\displaystyle N(0,1).}

## Zastosowania
Zastosowania rozkładu Studenta w metrologii i statystyce opierają się w większości na następujących dwóch twierdzeniach:
1. Niech zmienne losowe {\displaystyle X_{1},X_{2},\dots ,X_{n}} mają jednakowy rozkład prawdopodobieństwa, który jest rozkładem normalnym o średniej {\displaystyle m} i wariancji {\displaystyle \sigma ^{2},} oraz niech zmienna {\displaystyle t} będzie określona wzorem:
{\displaystyle t={\frac {{\overline {X}}-m}{s}}\cdot {\sqrt {n}}}
gdzie {\displaystyle {\overline {X}}} jest wartością średnią z próby, zaś {\displaystyle s} – odchyleniem standardowym z próby.
Wówczas zmienna {\displaystyle t} ma rozkład Studenta o {\displaystyle \nu =n-1} stopniach swobody (niezależny od wartości wariancji w populacji {\displaystyle \sigma ^{2}}).
2. Jeżeli dwie próby o liczebnościach {\displaystyle n_{1}} oraz {\displaystyle n_{2},} wartościach średnich {\displaystyle {\overline {X}}_{1}} oraz {\displaystyle {\overline {X}}_{2}} i wariancjach wyznaczonych z próby {\displaystyle s_{1}^{2}} oraz {\displaystyle s_{2}^{2}} zostały wylosowane z populacji mających taki sam rozkład normalny, to zmienna {\displaystyle t} określona wzorem:
{\displaystyle t={\frac {{\overline {X}}_{1}-{\overline {X}}_{2}}{\sqrt {n_{1}s_{1}^{2}+n_{2}s_{2}^{2}}}}{\sqrt {{\frac {n_{1}n_{2}}{n_{1}+n_{2}}}(n_{1}+n_{2}-2)}}}
ma rozkład Studenta o {\displaystyle \nu =n_{1}+n_{2}-2} stopniach swobody.

Rozkład t jest stosowany w estymacji przedziałowej, w testach parametrycznych, w szczególności dla wartości średnich (test t Studenta, test t Welcha) i dla wariancji oraz w testach istotności parametrów statystycznych – zwłaszcza gdy mamy do czynienia z próbami małymi (najczęściej arbitralnie przyjmuje się, że próba jest mała gdy jej liczebność {\displaystyle n\leqslant 30}).
W metrologii rozkład Studenta wykorzystywany jest m.in. przy estymacji odchylenia standardowego (dla pojedynczego pomiaru oraz wartości oczekiwanej). Dla dużych prób (n > 30) praktycznie pokrywa się z rozkładem normalnym, dla mniejszych estymator odchylenia należy pomnożyć przez wartość krytyczną rozkładu Studenta dla liczby stopni swobody {\displaystyle \nu =n-1} i przyjętego poziomu istotności {\displaystyle \alpha .}
Najczęściej potrzebne są w zastosowaniach kwantyle rozkładu Studenta, to znaczy takie wartości {\displaystyle t_{\alpha },} że {\displaystyle P(t>t_{\alpha })=\alpha } lub {\displaystyle P(|t|<t_{\alpha })=\alpha .} Wartości te podają tablice rozkładu Studenta.